# Fordicidia robusta
Fordicidia robusta – gatunek pluskwiaka z rodziny Derbidae i podrodziny Cenchreinae, jedyny z monotypowego rodzaju Fordicidia.

## Taksonomia
Gatunek i rodzaj opisane zostały po raz pierwszy w 1917 roku przez Williama Lucasa Distanta na łamach „Transactions of the Linnean Society of London”. Jako lokalizację typową wskazano wyspę Silhouette w archipelagu Seszeli. W 2009 roku poddany został redeskrypcji przez Holgera Löckera, Birgit Löcker i Wernera E. Holzingera na łamach „Zootaxa”.

## Morfologia
Samice osiągają od 2 do 2,6 mm długości ciała i około 4,5 mm długości przedniego skrzydła. Ubarwienie jest żółte. Wąska głowa ma bardzo wąskie czoło z żeberkami bocznymi stykającymi się niemal po wierzchołek oraz dobrze rozwinięte, grzebieniaste wyrostki podczułkowe. Dwukrotnie szersze od głowy przedplecze ma boczne żeberka i brzuszne brzegi liściowato wyniesione i formujące głębokie dołki na czułki. Skrzydło przednie jest prawie przezroczyste z pomarańczowo podbarwioną żyłką kostalną oraz trzema ciemnymi przepaskami, z których pierwsza przechodzi przez międzykrywkę, druga przez środek skrzydła, a trzecia biegnie komórkami wierzchołkowymi i jest najszersza. Skrzydło tylne jest dłuższe niż połowa przedniego. 

## Ekologia i występowanie
Owad ten zasiedla lasy. Znajdowany był na Phoenicophorium borsigianum.
Gatunek ten występuje w krainie madagaskarskiej. Jest endemitem Wysp Wewnętrznych archipelagu Seszeli. Znany jest z wysp Mahé, Praslin i Silhouette.